# Paratachys oblitus
Paratachys oblitus är en skalbaggsart som beskrevs av Thomas Casey. Paratachys oblitus ingår i släktet Paratachys och familjen jordlöpare. Inga underarter finns listade i Catalogue of Life.